# Gouvernement Bono II
 Castille-La Manche
Bono I Bono III
Le gouvernement Bono II est le gouvernement de Castille-La Manche entre le 15 juillet 1987 et le 16 juillet 1991, durant la IIe législature des Cortes de Castille-La Manche. Il est présidé par José Bono.

## Composition

### Initiale
| Fonction                                     | Titulaire | Titulaire                  | Parti     |
| -------------------------------------------- | --------- | -------------------------- | --------- |
| Président                                    |           | José Bono Martínez         | PSCM-PSOE |
| Conseiller à l'Économie et aux Finances      |           | Juan Pedro Hernández Moltó | PSCM-PSOE |
| Conseiller à l'Agriculture                   |           | Fernando López Carrasco    | PSCM-PSOE |
| Conseiller à l'Éducation et à la Culture     |           | Juan Sisinio Pérez Garzón  | PSCM-PSOE |
| Conseiller à la Politique territoriale       |           | Gregorio Sanz Aguado       | PSCM-PSOE |
| Conseiller à la Présidence                   |           | Alejandro Alonso Núñez     | PSCM-PSOE |
| Conseiller à la Santé et au Bien-être social |           | Rafael Otero Fernández     | PSCM-PSOE |
| Conseillère à l'Industrie et au Tourisme     |           | Esperanza Galiano Ramos    | PSCM-PSOE |
| Conseiller aux Relations institutionnelles   |           | José María Barreda Fontes  | PSCM-PSOE |

### Remaniement du3 mai 1988
- Les nouveaux conseillers sont indiqués en gras, ceux ayant changé d'attributions en italique.

| Fonction                                     | Titulaire | Titulaire                 | Parti     |
| -------------------------------------------- | --------- | ------------------------- | --------- |
| Président                                    |           | José Bono Martínez        | PSCM-PSOE |
| Vice-président                               |           | José María Barreda Fontes | PSCM-PSOE |
| Conseiller à l'Économie et aux Finances      |           | Isidro Hernández Perlines | PSCM-PSOE |
| Conseiller à l'Agriculture                   |           | Fernando López Carrasco   | PSCM-PSOE |
| Conseiller à l'Éducation et à la Culture     |           | Juan Sisinio Pérez Garzón | PSCM-PSOE |
| Conseiller à la Politique territoriale       |           | Gregorio Sanz Aguado      | PSCM-PSOE |
| Conseiller à la Présidence                   |           | Alejandro Alonso Núñez    | PSCM-PSOE |
| Conseiller à la Santé et au Bien-être social |           | Rafael Otero Fernández    | PSCM-PSOE |
| Conseiller à l'Industrie et au Tourisme      |           | José Luis Ros Maorad      | PSCM-PSOE |

### Remaniement du29 décembre 1989
- Les nouveaux conseillers sont indiqués en gras, ceux ayant changé d'attributions en italique.

| Fonction                                     | Titulaire | Titulaire                 | Parti     |
| -------------------------------------------- | --------- | ------------------------- | --------- |
| Président                                    |           | José Bono Martínez        | PSCM-PSOE |
| Vice-président                               |           | José María Barreda Fontes | PSCM-PSOE |
| Conseiller à l'Économie et aux Finances      |           | Isidro Hernández Perlines | PSCM-PSOE |
| Conseiller à l'Agriculture                   |           | Fernando López Carrasco   | PSCM-PSOE |
| Conseiller à l'Éducation et à la Culture     |           | Juan Sisinio Pérez Garzón | PSCM-PSOE |
| Conseiller à la Politique territoriale       |           | Gregorio Sanz Aguado      | PSCM-PSOE |
| Conseiller à la Présidence                   |           | Alejandro Alonso Núñez    | PSCM-PSOE |
| Conseiller à la Santé et au Bien-être social |           | Antonio Pina Martínez     | PSCM-PSOE |
| Conseiller à l'Industrie et au Tourisme      |           | José Luis Ros Maorad      | PSCM-PSOE |
| Conseiller porte-parole du gouvernement      |           | Rafael Otero Fernández    | PSCM-PSOE |